# Roadele n-au întârziat
Roadele n-au întârziat este un film românesc din 1989 regizat de Felicia Cernăianu.